# Алена Мрвова
Алена Мрвова (словац. Alena Mrvová, уроджена Бекяризова (словац. Bekiarisová); нар. 22 лютого 1978, Бардіїв) — словацька шахістка, міжнародний майстер серед жінок від 2010 року). 

## Життєпис
1993 року здобула срібну медаль на чемпіонаті Словаччини серед юніорок у віковій групі до 16 років. Неодноразово представляла Словаччину на юнацьких чемпіонатах Європи і світу в різних вікових групах, найбільшого успіху досягнувши 1996 року в Рімавскій Соботі, де здобула бронзову медаль на чемпіонаті Європи до 18 років.
Норми міжнародного майстра серед жінок виконала на відкритому турнірі в Татрах (2009) і на чемпіонаті Європи в Рієці (2010).
Представляла збірну Словаччини на найбільших командних турнірах:
- у шахових олімпіадах брала участь шість разів (1996-2002, 2010-2012);
- у командному чемпіонаті Європи взяла участь у 1999 році і в командному заліку здобула золоту медаль.